# Frederico Fischer
Frederico Fischer (Ribeirão Preto, 6 gennaio 1917) è un atleta brasiliano detentore del primato mondiale nei 100 metri piani nella categoria M95 ed ex detentore del primato nella categoria M90 della stessa disciplina.

## Biografia
È di origini tedesche da parte di padre, il quale era emigrato in Brasile nel 1909, dove lavorava come venditore di piatti a base di carne. Vari membri della sua famiglia risultano molto longevi: il fratello maggiore, nato in Germania, visse fino a quasi 100 anni. La sorella, nel 2012, era viva e aveva 99 anni. Durante la prima guerra mondiale la famiglia Fischer venne ostracizzata a causa delle origini tedesche; ciò causò il trasferimento del nucleo familiare a Jaguariaíva, nella Regione Sud del Brasile, precisamente nello Stato di Paraná; il padre di Frederico in seguito morì annegando nel fiume Paraná. Successivamente Frederico si trasferì a Pompeia, nello Stato di San Paolo, prendendosi cura della famiglia mentre sua madre lavorava in una fabbrica. Malgrado avesse iniziato a lavorare a quindici anni presso una fabbrica per la lavorazione del ferro, Fischer studiò ragioneria e alcuni anni dopo divenne ragioniere, lavoro che continuò a svolgere fino alla pensione. In età avanzata, Fischer giocò per un periodo come portiere in un club calcistico di Santo Amaro, quartiere della città di San Paolo e iniziò ad andare assiduamente in bicicletta. Dopo che suo fratello ebbe terminato di costruire una barca a vela, Fischer prese parte assieme a lui ad alcune regate.

## Carriera sportiva
Poco dopo i 20 anni, Fischer iniziò a competere ad alti livelli nei 400 metri ostacoli (disciplina di cui divenne il campione regionale) e nel decathlon, allenandosi costantemente due/tre volte a settimana. Quando però il suo capo lo costrinse a scegliere tra gli allenamenti e la piena dedizione al lavoro, Fischer decise di interrompere la propria carriera sportiva per concentrarsi sul lavoro. Si sposò nel 1947 con una donna, Teresa, che supportò sempre i sacrifici del marito in ambito sportivo. Questi, nel 1973, entrò a far parte di un gruppo master di atletica leggera il cui fondatore era il decathlonista cileno Hernán Figueroa. Nel 1975 Fischer divenne anche presidente dell'Associazione di Atletica dei Veterani della città di San Paolo.
Nel 1979 partecipò alla sua prima edizione dei campionati del mondo master di atletica leggera, ad Hannover. Nel 1993, in una competizione master di atletica leggera a Carolina, Porto Rico, vinse cinque medaglie d'oro (100 metri piani, 200 metri, 400 metri, lancio del peso e lancio del disco).
Il 4 settembre 2007, a Riccione, all'età di 90 anni e 241 giorni, Fischer corse nella categoria M90 i 100 metri piani con un tempo di 17"53: si trattò del record del mondo per la categoria fino al 2021, quando il suo primato venne superato per due volte dal giapponese Hiroo Tanaka, il cui record è di 16"69.
Il 30 giugno 2012, all'età di quasi 95 anni e mezzo, Fischer corse i 100 metri piani nella categoria M95 chiudendo con un tempo di 20"41; si tratta tuttora del record del mondo per la categoria.